# Шафранский, Эдуард Моисеевич
Эдуард Моисеевич Шафра́нский (16 октября 1937, Красноярск — 18 декабря 2005, Екатеринбург) — российский классический гитарист и композитор.

## Жизнь и творчество
Учился с 1961 по 1965 годы в музыкальном училище им. Чайковского в Свердловске, где позже создал ансамбль старинной музыки Ренессанс и являлся также инициатором и ведущим фестивалей Апрельские вечера.
В последние годы сочинял произведения для гитары. В 2002 году познакомился в екатеринбургском Доме актёра с австрийской гитаристкой Йоханной Байштайнер, которая с тех пор стала первым исполнителем многочисленных произведений Шафранского за рубежом.
Скончался 18 декабря 2005 года. Похоронен на Лесном кладбище.

## Произведения для гитары соло (неполный список)
- Реквием для гитары (Мировая премьера: 24-09-2004, церковь Санкт Блазиен, Маленькая Вена (нем. Klein-Wien), у общины Фурт-Гётвайг, Австрия
- Караваджо оджи или Размышление у картины Караваджо- Лютнистка  (Мировая премьера: 29-10-2007, Дом актёра, г. Екатеринбург, Россия)
- Ночь в Гранаде — Андалусское капричо (Мировая премьера: 29-10-2007, Дом актёра, г. Екатеринбург, Россия)
- Старые кварталы Алань (Мировая премьера: 18-05-2009, Фестиваль БРАВО!-2008, Дом актёра, г. Екатеринбург, Россия)
- Напевы прибоя (Мировая премьера: 18-05-2009, Фестиваль Браво! — 2008, Дом актёра, г. Екатеринбург, Россия)

## Дискография
- Йоханна Байштайнер: Live in Budapest (DVD, GRAMY Records, 2010 год) Информация по-английски о DVD с видеоклипом Караваджо оджи к музыке Шафранского Музыкальный образец